# Paolo Beni (calciatore)
Paolo Beni (Firenze, 24 aprile 1937) è un ex calciatore e allenatore di calcio italiano, di ruolo centrocampista.

## Biografia
Ha avuto due figli, Giancarlo e Roberto, che hanno fatto i calciatori a livello professionistico.

## Carriera

### Giocatore
Dopo gli esordi in Serie D con la Rondinella, nel 1960 debutta in Serie B con la Sambenedettese, totalizzando 89 presenze e 12 reti nei tre campionati cadetti disputati prima della retrocessione in Serie C avvenuta al termine della stagione 1962-1963.
Veste la maglia rossoblù anche nei successivi dieci campionati di Serie C, diventando così il calciatore della Sambenedettese con il più alto numero di presenze sia complessive che da capitano.

### Allenatore
Nella stagione 1978-1979 ha allenato la Fermana in Serie D, arrivando terzo in classifica.
Nel 1976-77 allenatore del Montemarciano, campionato di promozione.